# 翻唇玉黍螺
翻唇玉黍螺（学名：Littoraria ardouiniana），又名斑肋濱螺，是中腹足目玉黍螺科玉黍螺属的一种。主要分布于中国大陆、台湾，常栖息在河口红树林地区。